# Die Tracey Ullman Show
Die Tracey Ullman Show ist eine von 1987 bis 1990 produzierte US-amerikanische Comedy-Fernsehsendung der Komödiantin und Sängerin Tracey Ullman. Aus der Show ging die Zeichentrickserie Die Simpsons hervor, die seit drei Jahrzehnten einer der wichtigsten Quotenschlager des US-amerikanischen Fernsehsenders Fox ist.

## Die Show und ihr Konzept
Die Show wurde vom Produzenten James L. Brooks um Tracey Ullman herum konzipiert. Ullman, britische Schauspielerin und Sängerin, war in Großbritannien schon länger bekannt, war dort im Fernsehen aufgetreten und hatte als Sängerin einige Hits gehabt. Auch in den USA war sie mit einem Lied in den Top Ten gelandet. Brooks hatte in den 1970ern Fernsehsendungen produziert (unter anderem Mary Tyler Moore), zwischenzeitlich hatte er sich dem Kino zugewendet. Um eine Comedy-Sendung mit Ullman zu machen, kehrte er zum Fernsehen zurück und gründete die Produktionsfirma Gracie Films. Gemeinsam mit 20th Century Fox Television wurde die Show produziert.
Das Grundkonzept der Show war Sketch-Comedy gepaart mit musikalischen Elementen, teilweise wurden Cartoons mit eingearbeitet. Die Sendung begann in der Regel mit einer kurzen Ansprache Ullmans, es folgte der Vorspann. In den folgenden Sketchen war Ullman häufig stark verkleidet und sprach mit unterschiedlichen Akzenten, es gab einige wiederkehrende Figuren. Der letzte Sketch der Show beinhaltete in der Regel eine Tanznummer, die Show endete dann mit einem weiteren Monolog Ullmans, den sie mit Go home! (dt.: Geht heim!) beendete.
Die Sendung startete 1987 und lief, wöchentlich ausgestrahlt, bis 1990 über insgesamt vier Staffeln auf Fox. Nach der Tracey Ullman Show hat Ullman drei weitere langjährige Shows konzipiert und getragen: Von 1996 bis 1999 wurde Tracey Takes On… produziert, von 2008 bis 2010 State of the Union und seit 2015 Tracey Ullman’s Show, mit dem Unterschied, dass dies ihre erste Show für das britische Fernsehen ist.

## Cartoon-Kurzfilme
In die Show wurden insgesamt zwei animierte Kurzfilmreihen integriert. In der Regel wurden die Kurzfilme in drei bis vier Akte geteilt und jeweils vor und nach den Werbeunterbrechungen der Show gezeigt.
In der ersten Sendung vom 5. April 1987 wurde zunächst die Figur der Dr. NǃGodatu eingeführt. Die Shorts wurden von M. K. Brown gezeichnet und vom Team Klasky Csupo animiert, einer Firma, die auch andere Cartoonserien produziert. Bald darauf, am 19. April 1987, hatten zudem Die Simpsons ihr Debüt.
Matt Groening, der Erschaffer der Simpsons, wurde schon 1985 von James L. Brooks dazu eingeladen, eine Idee für Fernsehcartoons zu entwickeln. Groening hatte zuvor lediglich Comicstrips für Zeitungen gezeichnet. Zunächst stand zur Debatte, seinen Strip Life in Hell für das Fernsehen zu adaptieren. Da damit die Abgabe der Rechte des Strips an Fox einhergegangen wäre, einigten sich Brooks und Groening darauf, dass es neue Figuren geben würde. Angeblich erfand Groening daraufhin innerhalb von nur 15 Minuten in Brooks Büro die dysfunktionale gelbe Familie, die sich mindestens den Vornamen nach an seiner eigenen Verwandtschaft orientierte.
Diese beiden Strips wurden in der ersten Staffel der Show mehr oder weniger abwechselnd gezeigt. Ab der zweiten Staffel jedoch wurde Browns Doktorin nicht weitergeführt, da die Simpsons mittlerweile eine weitaus höhere Popularität beim Publikum genossen. Ab der vierten Staffel der Show wiederum, die ab Herbst 1989 ausgestrahlt wurde, waren die Simpsons nicht mehr mit neuen Filmen vertreten, da sie ab dem 17. Dezember 1989 eine eigene halbstündige Sendung auf Fox bekamen.

## Mitwirkende in der Sendung (Auswahl)
- Tracey Ullman: sich selbst / verschiedene Figuren
- Joseph Malone: sich selbst / verschiedene Figuren
- Sam McMurray: sich selbst / verschiedene Figuren
- Anna Levine: sich selbst / verschiedene Figuren
- Dan Castellaneta: sich selbst / Stimme von Homer Simpson / verschiedene Figuren
- Julie Kavner: sich selbst / Stimme von Marge Simpson / verschiedene Figuren
- Nancy Cartwright: Stimme von Bart Simpson
- Yeardley Smith: Stimme von Lisa Simpson

## Auszeichnungen
Die Show wurde im Lauf der Jahre für mehrere Preise nominiert und gewann einige davon. So wurde die Show und/oder die Mitwirkenden in den ersten zwei Jahren, 1987 und 1988, für jeweils fünf Emmys nominiert, darunter jeweils in der Kategorie als Varieté-, Musik- oder Comedysendung für das Drehbuch und für die Show als Ganzes.
1989 wurde die Show insgesamt zehnmal für einen Emmy nominiert, davon gewann sie vier. Darunter war die Auszeichnung als herausragende Varieté-, Musik- oder Comedysendung sowie ein Emmy für die Choreografie von Paula Abdul.
Im Jahr 1990 vereinigte die Show ebenfalls insgesamt den Gewinn von vier Emmys auf sich, darunter für das Drehbuch und den Schnitt. Für weitere vier Emmys war sie nominiert.
Tracey Ullman wurde 1988, 1989 und 1990 für einen Golden Globe als Schauspielerin in der Kategorie Fernsehserie – Comedy/Musical nominiert, gewann ihn aber nur 1988.